# Donka Mincheva
Donka Mincheva (en búlgaro: Донка Минчева; Karlovo, 9 de mayo de 1973) es una deportista búlgara que compitió en halterofilia.
Ganó tres medallas en el Campeonato Mundial de Halterofilia entre los años 1991 y 1999, y diez medallas en el Campeonato Europeo de Halterofilia entre los años 1991 y 2005.
En junio de 2008 dio positivo por metandienona (un esteroide anabólico) junto con otros diez halterófilos búlgaros, y fue suspendida por cuatro años.

## Palmarés internacional
| Campeonato Mundial | Campeonato Mundial        | Campeonato Mundial | Campeonato Mundial |
| Año                | Lugar                     | Medalla            | Categoría          |
| ------------------ | ------------------------- | ------------------ | ------------------ |
| 1991               | Donaueschingen (Alemania) | Medalla de bronce  | 48 kg              |
| 1992               | Varna (Bulgaria)          | Medalla de bronce  | 48 kg              |
| 1999               | Atenas (Grecia)           | Medalla de oro     | 48 kg              |
| Campeonato Europeo |                           |                    |                    |
| Año                | Lugar                     | Medalla            | Categoría          |
| 1991               | Varna (Bulgaria)          | Medalla de plata   | 48 kg              |
| 1992               | Loures (Portugal)         | Medalla de oro     | 48 kg              |
| 1994               | Roma (Italia)             | Medalla de oro     | 46 kg              |
| 1995               | Beer Sheva (Israel)       | Medalla de oro     | 46 kg              |
| 1996               | Praga (República Checa)   | Medalla de oro     | 46 kg              |
| 1997               | Sevilla (España)          | Medalla de bronce  | 46 kg              |
| 1998               | Riesa (Alemania)          | Medalla de oro     | 48 kg              |
| 1999               | La Coruña (España)        | Medalla de oro     | 48 kg              |
| 2000               | Sofía (Bulgaria)          | Medalla de oro     | 48 kg              |
| 2005               | Sofía (Bulgaria)          | Medalla de bronce  | 48 kg              |